# Ibrahim Biçakçiu
Ibrahim Aqif Biçakçiu (également connu sous le nom d'Ibrahim Biçaku), né le 10 septembre 1905 à Elbasan (Albanie) et décédé le 4 janvier 1977 dans la même ville, est un propriétaire foncier albanais et collaborateur de l'Axe, président du comité exécutif provisoire du 14 septembre au 24 octobre 1943, et premier ministre d'Albanie du 6 septembre au 26 octobre 1944 pendant l'occupation nazie.

## Biographie

### Jeunesse
Né en 1905, Ibrahim Biçakçiu était le fils d'Aqif Pasha Biçakçiu (en) originaire d'Elbasan. Sa famille joua un rôle dans l'indépendance de l'Albanie et c'est grâce à l'influence de sa famille qu'il grandit avec la même idéologie et les mêmes croyances.

### Seconde Guerre mondiale
En 1943, avec Bedri Pejani (en) et Xhafer Deva, il prit part à la fondation d'un comité national de vingt-deux dirigeants albanais et kosovites albanais, qui déclara l'Albanie indépendante de l'occupation fasciste et qui élit un comité exécutif pour former un gouvernement provisoire.

### Premier ministre
Après une semaine de négociations, Ibrahim Biçaku accepta de diriger un nouveau et petit gouvernement en succédant à Fiqiri Dine. Bien que Biçaku fût le parfait ami de l'Allemagne, son règne fut néanmoins assez incompétent, principalement parce que l'Allemagne était au bord de la défaite et que les partisans albanais se déployaient, prêts à frapper. Le journal de Tirana nota qu'il avait dirigé le comité exécutif provisoire exactement un an plus tôt, avant la construction du gouvernement de Mitrovica Biçaku était redevenu le leader des Allemands. Il fut noté que Biçaku jouait occasionnellement au ping-pong avec l'ambassadeur Martin Schliep.

### Après-guerre
Malgré la fuite de nombreux balistes d'Albanie après l'annonce de leur victoire par les communistes, Biçakçiu, comme Anton Harapi (en) et Cafo Beg Ulqini (en), choisit de ne pas partir en estimant qu'il préférait mourir dans son pays de naissance plutôt que sur un sol étranger. Il fut arrêté par les forces communistes à Shkodra le 6 décembre 1944 et condamné à la prison à vie par le tribunal spécial de Tirana le 13 avril 1945. Il passa la plupart de ses années en prison à Burrel avant d'être libéré le 5 mai 1962 à Elbasan. Au cours de ses dernières années, il obtint un emploi de nettoyeur de toilettes publiques dans sa ville natale, avant de décéder le 4 janvier 1977.
 